# Michał Andryszak
Michał Andryszak (ur. 12 kwietnia 1992 w Bydgoszczy) – polski zawodnik mieszanych sztuk walki (MMA). Walczył m.in. dla takich organizacji jak: Cage Warriors, Fighters Arena, PLMMA, KSW, ACB czy FEN, w której był mistrzem w wadze ciężkiej. Aktualnie związany z chorwacką organizacją FNC.

## Kariera MMA

### Wczesna kariera
Michał Andryszak rozpoczął starty w zawodowym MMA pod koniec 2010 roku. Jako 18-latek przegrał w swoim debiucie z Bogusławem Zawirowskim na gali PAMMA: Northern Poland Championships w Olsztynie. Rywal udusił go gilotyną w pierwszej rundzie.
Pod koniec następnego roku odnotował dwa pierwsze zwycięstwa, pokonując między innymi bardziej doświadczonego Marcina Zontka duszeniem zwanym anakondą. W listopadzie 2012 roku sięgnął po pas mistrzowski wagi ciężkiej organizacji Fight UK, poddając zza pleców Jamesa Hurrela.

### FEN i walka na Envio Fight Night
W swoim debiucie dla organizacji FEN miał zawalczyć o pas mistrzowski wagi ciężkiej z Szymonem Bajorem. Walka miała być Main Eventem (walką wieczoru) gali, która odbyła się w listopadzie 2021 we Wrocławiu. Później organizacja poinformowała o kontuzji Andryszaka, która wykluczyła jego występ.
Oficjalny debiut odbył w walce wieczoru gali FEN 38, która odbyła się 22 stycznia 2022 w Ostrowie Wielkopolskim. Oczekiwano, że zawalczy z doświadczonym Brazylijczykiem, Geronimo dos Santosem, jednak ten uzyskał pozytywny wynik na COVID 19 i musiał wycofać się z pojedynku. Nowym rywalem Longera został zawodnik z Ukrainy, Jewgienij Golub. W pierwszej rundzie Andryszak powalił rywala wysokim kopnięciem na głowę, po czym zasypał go gradem ciosów.
24 września 2022 zawalczył dla organizacji Envio Fight Night, która po 3 latach wróciła do jego rodzinnego miasta, Bydgoszczy. Pierwotnie miał skrzyżować rękawice z mniej doświadczonym Krzysztofem Wiśniewskim, który z powodu poważnej kontuzji odcinka szyjnego został zastąpiony przez Jacka Kujtkowskiego. Andryszak zwyciężył przez poddanie w pierwszej rundzie.
15 października 2022 podczas FEN 42 przystąpił do walki o pas mistrzowski FEN w kategorii ciężkiej, mierząc się z mistrzem półciężkiej dywizji wagowej, Ederem de Souzą. Pojedynek zakończył przez ekspresowy nokaut Andryszak, który stał się nowym mistrzem.

### Niedoszły debiut dla PFL
Pod koniec lutego 2023 ogłoszono, że został zawodnikiem jednej z czołowych amerykańskich organizacji, Professional Fighters League. 7 kwietnia w Las Vegas miał wziąć udział w turnieju, w którym główną nagrodą jest milion dolarów. W pierwszym starciu miał zmierzyć się z czołowym rosyjskim zawodnikiem, Denisem Goltsovem. Z czasem z walki wypadł Goltsov, a nowym rywalem Andryszaka został niepokonany Amerykanin, Patrick Brady. Dzień przed pojedynkiem Komisja Stanu Nevada ostatecznie wykluczyła z walki Andryszaka ze względu na wadę wzroku.

### Oktagon MMA, FNC i Hybrid MMA
9 czerwca 2023 nowy menadżer Andryszaka – Przemysław Kosiński dodał na serwisie Twitter tzw. tweeta, informującego o tym, że jego zawodnik podpisał kontrakt z czesko-słowacką organizacją – Oktagon MMA, dla której pierwotny debiut miał odbyć w lipcu. Dwa tygodnie później Oktagon MMA oficjalnie ogłosiło, że rywalem Andryszaka podczas gali Oktagon 45: Special w Pradze będzie Stuart Austin. Ostatecznie do pojedynku, który był planowany na termin 28 lipca 2023 nie doszło przez kontuzję Anglika. Starcie zostało przeniesione na nowy termin.
W sierpniu 2023 Andryszak ogłosił, że związał się także z chorwacką federacją Fight Nation Championship, dla której w walce wieczoru gali FNC 12 zawalczył o pas mistrza. Jego rywalem był posiadacz tytułu, Chorwat – Ivan Vitasović. Przegrał przez TKO w trzeciej rundzie.
Następnie 4 listopada 2023 podczas wydarzenia Oktagon 48 w Manchesterze miało dojść walki Andryszaka z Stuartem Austinem. Ponownie do pojedynku nie doszło, jednak tym razem przez kontuzję Andryszaka.
W marcu 2024 roku Andryszak podpisał kontrakt z federacją Hybrid MMA. Debiut dla nowego pracodawcy stoczył 20 kwietnia 2024 w Zielonej Górze na czwartym wydarzeniu organizacji (Hybrid MMA 4: Next Level). Jego rywalem był Brazylijczyk, Dirlei Broenstrup, którego znokautował kopnięciem na wątrobę w drugiej rundzie.

### Babilon MMA i powrót do FNC
12 października 2024 w tzw. Co-Main Evencie (drugiej walce wieczoru) gali Babilon MMA 48 w Sosnowcu, zmierzył się z byłym pretendentem do pasa Babilon MMA wagi ciężkiej, Marcinem Sianosem. Po raz pierwszy w zawodowej karierze Andryszak zwyciężył walkę jednogłośnie na kartach punktowych.
Pod koniec listopada 2024 roku podpisał kontrakt na wiele walk z chorwacką organizacją Fight Nation Championship. W walce wieczoru gali FNC 21, która odbyła się 15 lutego 2025 w Zadarze, zmierzył się z Martinem Baturem. Zwyciężył przez techniczny nokaut na początku pierwszej rundy, z powodu kontuzji nogi rywala.

## Osiągnięcia i nagrody

### Mieszane sztuki walki
- Fight UK
  - 2012: mistrz Fight UK w wadze ciężkiej
- Absolute Championship Akhmat
  - 2015: finalista turnieju ACB Grand Prix Berkut w wadze ciężkiej[39]

- Konfrontacja Sztuk Walki
  - Bonus za poddanie wieczoru (raz) vs. Michał Kita (2017)[40]
  - Bonus za nokaut wieczoru (raz) vs. Fernando Rodrigues Jr. (2017)[41]

- Fight Exclusive Night
  - 2022-2023: mistrz FEN w wadze ciężkiej[4]

## Lista zawodowych walk w MMA
| Wynik      | Bilans    | Przeciwnik (bilans przed walką) | Rozstrzygnięcie                                      | Runda | Czas | Rozgrywki                                                              | Data       | Miejsce             | Uwagi                                                                                                |
| ---------- | --------- | ------------------------------- | ---------------------------------------------------- | ----- | ---- | ---------------------------------------------------------------------- | ---------- | ------------------- | --- |
|            |           | Said Sowma (10-5)               |                                                      |       |      | FNC 24: Vitasović vs. Stosić                                           | 06.09.2025 | Zagrzeb             | |
| Wygrana    | 28-11 (1) | Martin Batur (9-3)              | TKO (kontuzja nogi)                                  | 1     | 0:37 | FNC 21: Batur vs. Andryszak                                            | 15.02.2025 | Zadar               | Main Event.                                                                                          |
| Wygrana    | 27-11 (1) | Marcin Sianos (8-8)             | Decyzja (jednogłośna)                                | 3     | 5:00 | Babilon MMA 48: Błeszyński vs. Vogt                                    | 12.10.2024 | Sosnowiec           | Debiut w Babilon MMA. Co-Main Event                                                                  |
| Wygrana    | 26-11 (1) | Dirlei Broenstrup (17-11)       | TKO (kopnięcie na wątrobę i ciosy pięściami)         | 2     | 1:04 | Hybrid MMA 4: Next Level                                               | 20.04.2024 | Zielona Góra        | Main Event                                                                                           |
| Przegrana  | 25-11 (1) | Ivan Vitasović (11-5-1)         | TKO (ciosy pięściami)                                | 3     | 3:38 | FNC 12                                                                 | 02.09.2023 | Pula                | Pojedynek o pas mistrzowski FNC w wadze ciężkiej. Main Event                                         |
| Wygrana    | 25-10 (1) | Eder de Souza (19-8)            | TKO (ciosy pięściami)                                | 1     | 0:35 | FEN 42: Tauron Fight Night Wrocław                                     | 15.10.2022 | Wrocław             | Zdobył pas mistrzowski FEN w wadze ciężkiej. Co-Main Event                                           |
| Wygrana    | 24-10 (1) | Jacek Kujtkowski (1-0)          | Poddanie (duszenie przedramieniem)                   | 1     | 1:19 | Envio Fight Night 22                                                   | 24.09.2022 | Bydgoszcz           | Main Event                                                                                           |
| Wygrana    | 23-10 (1) | Jewgienij Golub (14-9)          | TKO (wysokie kopnięcie na głowę i ciosy łokciami)    | 1     | 0:54 | FEN 38: Lotos Fight Night                                              | 22.01.2022 | Ostrów Wielkopolski | Debiut w FEN. Main Event                                                                             |
| Przegrana  | 22-10 (1) | Darko Stošić (15-4)             | Decyzja (niejednogłośna)                             | 3     | 5:00 | KSW 63: Crime of The Century                                           | 04.09.2021 | Warszawa            | Eliminator do walki o pas mistrzowski KSW w wadze ciężkiej.                                          |
| Wygrana    | 22-9 (1)  | Guto Inocente (8-5. 1 NC)       | Poddanie (duszenie trójkątne rękoma)                 | 2     | 4:07 | KSW 58: Parnasse vs. Torres                                            | 30.01.2021 | Łódź                | |
| Przegrana  | 21-9 (1)  | Michał Kita (19-11-1)           | TKO (ciosy pięściami)                                | 1     | 2:34 | KSW 54: Gamrot vs. Ziółkowski                                          | 29.08.2020 | Warszawa            | |
| Wygrana    | 21-8 (1)  | Ion Grigore (7-1)               | KO (wysokie kopnięcie na głowę)                      | 1     | 0:09 | Rocky Warriors Cartel 5: Bez Przebaczenia                              | 31.07.2020 | Mrągowo             | Main Event                                                                                           |
| Przegrana  | 20-8 (1)  | Luis Henrique (11-5)            | Techniczne poddanie (duszenie gilotynowe)            | 2     | 4:52 | KSW 49: Soldić vs. Kaszubowski                                         | 18.05.2019 | Gdańsk/Sopot        | |
| Przegrana  | 20-7 (1)  | Phil De Fries (14-6)            | TKO (ciosy pięściami w parterze)                     | 1     | 3:32 | KSW 43: Soldić vs. du Plessis                                          | 14.04.2018 | Wrocław             | Walka o międzynarodowy pas mistrzowski KSW w wadze ciężkiej.                                         |
| Wygrana    | 20-6 (1)  | Fernando Rodrigues Jr. (11-3)   | TKO (ciosy pięściami)                                | 1     | 0:26 | KSW 41: Mańkowski vs. Soldić                                           | 23.12.2017 | Katowice            | Eliminator do walki o międzynarodowy pas mistrzowski KSW w wadze ciężkiej. Bonus za nokaut wieczoru. |
| Wygrana    | 19-6 (1)  | Michał Kita (17-8)              | Poddanie (duszenie anakonda)                         | 1     | 1:14 | KSW 39: Colosseum                                                      | 27.05.2017 | Warszawa            | Bonus za poddanie wieczoru.                                                                          |
| Wygrana    | 18-6 (1)  | Denis Smoldarew (12-2)          | KO (kopnięcie kolanem na głowę)                      | 1     | 3:08 | Absolute Championship Berkut 52                                        | 21.01.2017 | Wiedeń              | Eliminator do walki o międzynarodowe mistrzostwo ACB w wadze ciężkiej.                               |
| Wygrana    | 17-6 (1)  | Tim Hague (21-12)               | TKO (wysokie kopnięcie na głowę)                     | 1     | 0:33 | Absolute Championship Berkut 41: The Path to Triumph                   | 15.07.2016 | Soczi               | |
| Wygrana    | 16-6 (1)  | Björn Schmiedeberg (10-5-1)     | TKO (ciosy pięściami)                                | 1     | 1:38 | ACB 29                                                                 | 06.02.2016 | Warszawa            | |
| Wygrana    | 15-6 (1)  | Andrzej Kulik (0-2)             | TKO (wysokie kopnięcie na głowę i ciosy pięściami)   | 1     | 0:17 | Swarzędz Heavyweight Fight Night                                       | 14.11.2015 | Swarzędz            | |
| Przegrana  | 14-6 (1)  | Salimgiriej Rasułow (13-6)      | TKO (ciosy pięściami)                                | 1     | 0:25 | Absolute Championship Berkut 24: Grand Prix Berkut 2015 Finals Stage 2 | 24.10.2015 | Moskwa              | Finał turnieju ACB Grand Prix Berkut w wadze ciężkiej.                                               |
| Wygrana    | 14-5 (1)  | Zaurbek Baszajew (1-0)          | TKO (ciosy pięściami)                                | 1     | 0:39 | Absolute Championship Berkut 19: Baltic Challenge 7                    | 30.05.2015 | Królewiec           | Półfinał turnieju ACB Grand Prix Berkut w wadze ciężkiej.                                            |
| Wygrana    | 13-5 (1)  | Lew Polley (12-5)               | TKO (ciosy pięściami)                                | 1     | 3:15 | Absolute Championship Berkut 14: Grand Prix Berkut 2015 Stage 1        | 28.02.2015 | Grozny              | Ćwierćfinał turnieju ACB Grand Prix Berkut w wadze ciężkiej.                                         |
| Przegrana  | 12-5 (1)  | Michał Włodarek (5-0)           | TKO (ciosy pięściami)                                | 1     | 0:27 | KSW 28: Fighters Den                                                   | 04.10.2014 | Szczecin            | |
| Przegrana  | 12-4 (1)  | Konstantin Erokhin (6-1)        | TKO (ciosy pięściami)                                | 1     | 0:32 | Fight Nights: Battle 16 – Ready For Labour And Defence                 | 11.07.2014 | Moskwa              | |
| Wygrana    | 12-3 (1)  | Paweł Słowiński (1-1)           | TKO (ciosy pięściami)                                | 1     | 1:06 | KSW 26: Materla vs. Silva III                                          | 22.03.2014 | Warszawa            | Debiut w KSW.                                                                                        |
| Wygrana    | 11-3 (1)  | Baga Agaev (26-14)              | TKO (ciosy pięściami)                                | 1     | 1:02 | MMA Fighters Club                                                      | 09.11.2013 | Inowrocław          | |
| Wygrana    | 10-3 (1)  | Ion Cutelaba (4-0)              | Dyskwalifikacja (uderzenia w tył głowy)              | 1     | 4:07 | Cage Warriors 58                                                       | 24.08.2013 | Grozny              | |
| Wygrana    | 9-3 (1)   | Michał Pukin (3-1)              | TKO (ciosy pięściami)                                | 1     | 1:23 | Fighters Arena 8: Night of Heavyweights                                | 24.05.2013 | Bełchatów           | |
| Przegrana  | 8-3 (1)   | Ņikita Petrovs (4-5-1)          | Poddanie (duszenie trójkątne rękoma)                 | 1     | 0:00 | Wenglorz Fight Cup 4                                                   | 23.03.2013 | Olsztyn             | |
| Wygrana    | 8-2 (1)   | Dariusz Zimoląg (3-0)           | TKO (ciosy pięściami)                                | 2     | 2:27 | Fighters Arena 6: Masakra                                              | 02.03.2013 | Częstochowa         | |
| Wygrana    | 7-2 (1)   | Andrzej Kosecki (1-4)           | Poddanie (anakonda)                                  | 1     | 0:57 | Fighters Arena 5: Home                                                 | 26.01.2013 | Kraśnik             | |
| Wygrana    | 6-2 (1)   | Radosław Kostrubiec (0-0)       | Poddanie (ciosy)                                     | 1     | 2:18 | PLMMA 11                                                               | 13.01.2013 | Zamość              | |
| Przegrana  | 5-2 (1)   | Jacek Czajczyński (4-5)         | Poddanie (duszenie gilotynowe)                       | 3     | 3:20 | Fighters Arena 4: Atak                                                 | 24.11.2012 | Włocławek           | |
| Wygrana    | 5-1 (1)   | James Hurrell (4-2)             | Poddanie (duszenie zza pleców)                       | 1     | 2:16 | Fight UK 8                                                             | 17.11.2012 | Leicester           | Zdobył pas mistrza Fight UK w wadze ciężkiej.                                                        |
| Wygrana    | 4-1 (1)   | Robert Maruszak (0-0)           | KO (wysokie kopnięcie na głowę)                      | 1     | 2:34 | PLMMA 6                                                                | 07.10.2012 | Brodnica            | |
| Wygrana    | 3-1 (1)   | Bartosz Rożycki (0-0)           | Poddanie (duszenie trójkątne rękoma)                 | 1     | 4:01 | XCage: Extreme Cage 4                                                  | 19.05.2012 | Toruń               | |
| No contest | 2-1 (1)   | Marcin Zontek (9-7)             | No contest (pojedynek anulowany przez organizatorów) | 1     | 0:39 | Olimp Extreme Fight: Polska vs Węgry                                   | 24.02.2012 | Rzeszów             | Ćwierćfinał turnieju Carpathian Primus Belt wagi ciężkiej.                                           |
| Wygrana    | 2-1       | Marcin Zontek (9-6)             | Poddanie (anakonda)                                  | 1     | 1:00 | XCage: Extreme Cage 3                                                  | 03.12.2011 | Toruń               | |
| Wygrana    | 1-1       | Sandino Walczyk (0-0)           | TKO (ciosy pięściami)                                | 1     | 1:09 | STC: Bydgoszcz vs Toruń                                                | 01.10.2011 | Toruń               | |
| Przegrana  | 0-1       | Bogusław Zawirowski (1-1)       | Poddanie (duszenie gilotynowe)                       | 1     | 4:58 | PAMMA: Northern Poland Championships                                   | 04.12.2010 | Olsztyn             | |